# Nicola Pomoli
Nicola Pomoli (Montevideo, 25 de enero de 1999) es un baloncestista uruguayo que juega en la posición de escolta. Actualmente es parte de Peñarol, equipo de la Liga Uruguaya de Básquetbol. Es miembro de la selección de baloncesto de Uruguay.

## Trayectoria

### Clubes
| Club      | País      | Año             |
| --------- | --------- | --------------- |
| Malvín    | Uruguay   | 2017 - 2019     |
| Colón     | Uruguay   | 2019            |
| Malvín    | Uruguay   | 2019 - 2020     |
| Urupan    | Uruguay   | 2020            |
| Malvín    | Uruguay   | 2020 - 2022     |
| Platense  | Argentina | 2022 - 2023     |
| Instituto | Argentina | 2023 - 2025     |
| Peñarol   | Uruguay   | 2025 - Presente |

## Selección nacional
Pomoli jugó con las selecciones juveniles de baloncesto de Uruguay, compitiendo en torneos como el Campeonato Sudamericano de Baloncesto Sub-15 de 2014 y el Campeonato Sudamericano de Baloncesto Sub-21 de 2019 (donde, junto a Mauricio Arregui, Agustín Da Costa y Gianfranco Espíndola, se consagró campeón del torneo de baloncesto 3x3 organizado durante el campeonato).
Hizo su debut con la selección mayor en los Torneos de Preclasificación Olímpica FIBA 2023.

## Vida privada
Es hermano del exjugador de baloncesto Fausto Pomoli.